# Berivoi, Brașov
Berivoi este un sat în comuna Recea din județul Brașov, Transilvania, România.

## Personalități
- Andrei Grecu (1883-1943), învățător, delegatul reuniunii învățătorilor greco-catolici la Marea Adunare Națională de la Alba Iulia 1918

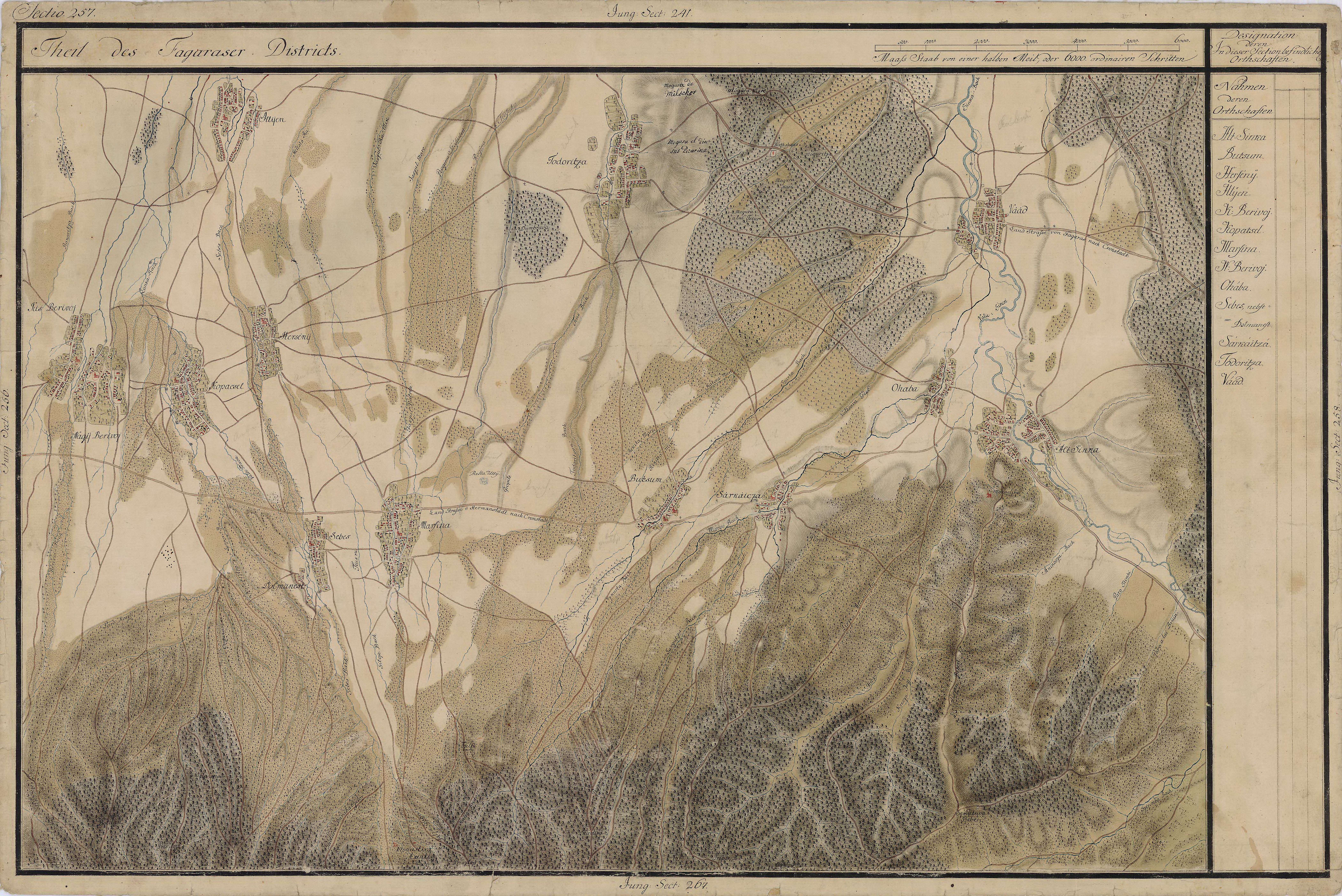
Berivoi în Harta Iosefină a Transilvaniei, 1769-1773

- Ioan Radeș (1876 - 1952), delegat la Marea Adunare Națională de la Alba Iulia  1918